# 슈퍼핫
슈퍼핫(Superhot)은 슈퍼핫 팀이 개발하고 배급한 인디 1인칭 슈팅(FPS) 비디오 게임이다. 이 게임이 플레이어가 총기와 기타 무기를 사용하여 적을 무찌르는 전통적인 1인칭 슈팅 게임플레이 구조를 따르고 있지만 플레이어가 움직일 때만 게임 내 시간이 정상 속도로 진행된다. 이때 플레이어에게는 슬로 모션으로 자신의 상황을 측정하여 적절히 반응할 기회가 생기며 이는 전략 비디오 게임의 게임플레이를 유사하게 만든다. 이 게임은 미니멀리스트 아트 스타일로 표현되며 적들은 빨간색, 무기는 검은색으로 표시된다.

## 평가
| 통합 점수      | 통합 점수                                      |
| 통합사         | 점수                                           |
| -------------- | ---------------------------------------------- |
| 메타크리틱     | NS: 84/100 PC: 82/100 PS4: 83/100 XONE: 83/100 |
| 평론 점수      |                                                |
| 평론사         | 점수                                           |
| 게임 인포머    | 7.75/10                                        |
| 게임스팟       | 8/10                                           |
| IGN            | 7.5/10                                         |
| PC 게이머 (US) | 84/100                                         |
| 폴리곤         | 9/10                                           |
| VideoGamer.com | 9/10                                           |

| 위키데이터에서 편집하기 |
| ----------------------- |